# Noorderduikerpolder
De Noorderduikerpolder is een voormalig waterschap in de Nederlandse provincie Groningen.
Het schap lag pal ten westen van de wierde van Weiwerd ten noorden van de Heemkesweg.
De polder loosde via een afsluitbare duiker op het (nu vervallen) Weiwerdermaar. Het gebied, dat vandaag de dag bijna grotendeels wordt ingenomen door de Oosterhornhaven, wordt sinds 2000 waterstaatkundig beheerd door het waterschap Hunze en Aa's.